# Timo Schultz
Timo Schultz (* 26. August 1977 in Wittmund) ist ein ehemaliger deutscher Fußballspieler und heutiger -trainer. Er ist seit der Saison 2025/26 Cheftrainer des VfL Osnabrück.

## Karriere als Spieler
Schultz begann seine Karriere beim TuS Esens in seiner ostfriesischen Heimatstadt. Bis 2000 spielte er bei Werder Bremen. Von 2000 bis 2002 spielte er für den VfB Lübeck. Danach spielte er ein halbes Jahr für den Harburger TB 1865. Von Januar 2003 bis 2005 war er für Holstein Kiel aktiv. Dabei wurde er vom damaligen Trainer Frank Neubarth sogar in die 2. Mannschaft aussortiert. Aufgrund massiver Proteste der Holsteinfans kehrte er doch noch einmal in die 1. Mannschaft zurück und konnte das Vertrauen auch mit Toren zurückzahlen. Trotzdem wechselte er zur Saison 2005/06 zum FC St. Pauli in die Regionalliga Nord. Zunächst war er nur für die zweite Mannschaft vorgesehen, jedoch etablierte er sich schnell in der ersten Mannschaft und war in der Saison 2006/07 maßgeblich am Aufstieg in die 2. Fußball-Bundesliga beteiligt sowie in der darauffolgenden Saison am Klassenerhalt. Am Ende der Saison 2009/2010 stieg Schultz mit dem FC St. Pauli sogar in die 1. Bundesliga auf.
Im Mai 2010 verlängerte er seinen Vertrag um ein weiteres Jahr bis zum 30. Juni 2011. Am 25. September 2010 bestritt er dann sein Debüt in der 1. Bundesliga, als er im Heimspiel gegen Borussia Dortmund in der 83. Spielminute eingewechselt wurde.
Nachdem sein Profivertrag zum 30. Juni 2011 ausgelaufen war, unterschrieb Schultz einen neuen Amateurvertrag bis zum 30. Juni 2012 beim FC St. Pauli. Gleichzeitig wurde er Co-Trainer des Teams. Nach dem Ende seiner Karriere als Spieler blieb der Niedersachse dem Verein weiter als Trainer erhalten.

## Karriere als Trainer

### FC St. Pauli
Schultz begann seine Trainerlaufbahn in der Saison 2011/12 als spielender Co-Trainer von Jörn Großkopf in der zweiten Mannschaft (U23) des FC St. Pauli.
Zur Saison 2012/13 wurde Schultz bei der Zweitligamannschaft Co-Trainer von André Schubert. Bis Dezember 2014 assistierte er auch den folgenden Cheftrainern Michael Frontzeck, Roland Vrabec und Thomas Meggle. Mitte Dezember 2014 wechselte Schultz im Zuge der Verpflichtung von Ewald Lienen als Cheftrainer ins Nachwuchsleistungszentrum. Im Februar 2015 übernahm er die B1-Junioren (U17), die in der B-Junioren-Bundesliga spielten, als Cheftrainer. Ab Juni 2017 nahm Schultz am 64. Fußballlehrer-Lehrgang des DFB teil, den er im März 2018 erfolgreich abschloss. Zur Saison 2018/19 übernahm Schulz die A-Junioren (U19) in der A-Junioren-Bundesliga.
Zur Saison 2020/21 übernahm Schultz die Zweitligamannschaft als Nachfolger von Jos Luhukay, von dem sich der Verein nach dem 14. Platz in der Vorsaison getrennt hatte. Er unterschrieb einen Vertrag bis zum 30. Juni 2022. Die Hinrunde, die man mit 16 Punkten auf dem 15. Platz abschloss, verlief schlecht. Zudem schied die Mannschaft im DFB-Pokal in der ersten Runde gegen den Regionalligisten SV Elversberg aus. Nach einigen Neuverpflichtungen lief die Rückrunde wesentlich besser. Die St. Paulianer legten während der Rückrunde Serien von fünf und vier Siegen in Folge hin, womit die Abstiegszone schnell verlassen wurde. In der Rückrundentabelle belegte der FC St. Pauli mit 31 Punkten den 4. Platz. Die Saison wurde letztendlich mit 47 Punkten auf dem 10. Platz im gesicherten Mittelfeld abgeschlossen. Die gute Form der Rückrunde konnte auch auf die Hinrunde der Saison 2021/22 übertragen werden. Die Mannschaft wurde mit 36 Punkten Herbstmeister und hatte zu diesem Zeitpunkt bereits 7 Punkte Vorsprung auf den Relegations- und ersten Nicht-Aufstiegsplatz. In der Rückrunde ließen die Leistungen stark nach. Es konnten nur noch 5 Spiele gewonnen werden, sodass man in der Rückrundentabelle mit nur 21 Punkten den 13. Platz belegte. Dadurch verspielte der FC St. Pauli den Aufstieg und schloss die Saison auf dem 5. Platz ab, wobei der Rückstand auf einen Aufstiegsplatz 6 Punkte und den Relegationsplatz 3 Punkte betrug. Die schlechte Form der Rückrunde setzte sich in der Saison 2022/23 fort. Diese ging aufgrund der Weltmeisterschaft 2022 in Katar bereits Mitte November 2022 mit dem Abschluss der Hinrunde in die Winterpause. Der FC St. Pauli stand zu diesem Zeitpunkt nach nur 3 Siegen mit 17 Punkten auf dem 15. Platz und befand sich in akuter Abstiegsgefahr, da der Tabellenletzte nur einen Punkt weniger auf dem Konto hatte. Aufgrund der „negativen sportlichen Entwicklung im Kalenderjahr 2022“ wurde Schultz während der Winterpause freigestellt.

### FC Basel
Im Mai 2023 unterschrieb Schultz einen Zweijahresvertrag als Cheftrainer des FC Basel mit Beginn der Saison 2023/24. Schultz schied mit Basel in der zweiten Qualifikationsrunde zur UEFA Europa Conference League 2023/24 gegen den kasachischen Vertreter Tobyl Qostanai aus, in der Liga holte der Klub in den ersten sieben Spielen nur fünf Punkte. Am 29. September 2023 wurde er entlassen, der Verein begründete dies mit der „unbefriedigenden sportlichen Situation“.

### 1. FC Köln
Der 1. FC Köln gab am 4. Januar 2024 die Verpflichtung von Schultz als Cheftrainer bekannt.
Am 27. Mai 2024 gab der 1. FC Köln die Trennung bekannt, nachdem man in die 2. Bundesliga abgestiegen war.

### VfL Osnabrück
Nach einem Jahr ohne Verein übernahm Schultz zur Saison 2025/26 den Drittligisten VfL Osnabrück als Nachfolger von Marco Antwerpen.

## Privat
Sein Sohn Paul Schultz ist ebenfalls Fußballspieler und derzeit im Nachwuchsleistungszentrum des FC St. Pauli.